# Drepanocladus minnesotensis
Drepanocladus minnesotensis là một loài rêu trong họ Amblystegiaceae. Loài này được R.S. Williams mô tả khoa học đầu tiên năm 1930.